# 4.19民主墓地駅
4.19民主墓地駅（サ.イルグミンジュミョジえき）は、大韓民国ソウル特別市江北区牛耳洞にある牛耳新設軽電鉄牛耳新設線の駅。駅名は四月革命の関連施設の4.19民主墓地に因む。

## 駅構造
相対式ホーム2面2線の地下駅。出口は2箇所ある。

### のりば
- のりばの番号は存在しない。

| 上り | ●牛耳新設線 | 北漢山牛耳方面     |
| 下り | ●牛耳新設線 | 加五里・新設洞方面 |

## 駅周辺
- 国立4・19民主墓地（朝鮮語版）
- 徳成女子大学ソウルキャンパス（朝鮮語版）
- 牛耳洞住民センター

## 歴史
- 2017年
  - 3月2日 - 駅名を 「4.19民主墓地駅」に決定[1]。
- 9月2日 - 駅開業。

## 隣の駅
牛耳新設軽電鉄
● ソウル軽電鉄牛耳新設線
ソルバッ公園駅  - 4.19民主墓地駅  -  加五里駅